# Molekyle
Et molekyle er en stabil partikel bestående af atomer holdt sammen af kemiske bindinger. Det er den mindste del af den pågældende kemiske forbindelse eller allotrop af et grundstof som kan eksistere. Definitionen kan både inkludere og ekskludere partikler bestående af et atom - i praksis ædelgasserne.
Et molekyle kan både betegnes som homonuklear og som heteronuklear. Et homonukleart molekyle er et molekyle, der udelukkende består af atomer fra samme grundstof. Dette kan for eksempel være H2, da dette molekyle kun består af to hydrogenatomer. Et heteronukleart molekyle er et molekyle, der består af mere end ét grundstof. CO2 og H2O er eksempler på dette.   
Det der er karakteriserende for et molekyle er, at alle atomerne i molekylet er bundet sammen ved hjælp af kovalente bindinger. Dvs. at atomerne deler et eller flere elektronpar imellem sig, i modsætning til salte, der kun hænger sammen ved hjælp af elektrostatiske kræfter (ion-ion-tiltrækning).

## Ladningsforskydning
Et molekyle er neutralt ladet, men det kan forekomme, at der sker en såkaldt elektrisk ladningsforskydning. En ladningsforskydning kan opstå, når der er en elektronegativitetsforskel imellem atomerne i en kemisk binding. I molekylerne kan der komme forskydninger af elektronskyerne, og dette kan forårsage, at elektronerne hober sig op omkring et atom og trækker sig væk fra andre. Dette vil sige, at der er sket en ladningsforskydning, og molekylet kaldet dermed polært. Ligeledes, hvis der ikke opstår en elektrisk ladningsforskydning, kaldes et molekyle for upolært.   

## Makromolekyler
Store molekyler bestående af tusindvis af atomer findes i de levende organismer: proteiner, nukleinsyrer og polysakkarider. Disse makromolekyler opbygges systematisk af enheder eller elementer bestående af et mindre antal atomer, som aminosyrer, "baser" og monosakkarider.